# Armand Charles Guilleminot
Armand Charles de Guilleminot, född den 2 maj 1774 i Dunkerque, död den 14 mars 1840 i Baden-Baden, var en fransk greve, general och diplomat.
Guilleminot deltog i revolutionskrigen under Dumouriez, Pichegrus och Moreaus befäl, blev 1806 Napoleons adjutant och tog en verksam del i dennes fälttåg, varunder han avancerade till divisionsgeneral (1813). År 1815 var han chef för Davousts generalstab och utnämndes 1822 till generaldirektör för dépôt de la guerre. I spanska kriget 1823 var han chef för hertigens av Angoulème generalstab och hade största förtjänsten om den lyckliga utgången av detta krig, till vilket han uppgjort planen. Efter krigets slut upphöjdes han till pär. År 1824 blev Guilleminot fransk ambassadör i Konstantinopel, verkade där ivrigt för Greklands oavhängighet samt understödde med råd turkiska regeringen under ryska kriget (1828–1829), men återkallades 1831. Guilleminot författade Campagne de 1823, exposé sommaire des mesures administratives (1826).